# 程介福
程介福（1223年—1289年），字伯强，元朝将领，太原祁县（今山西省祁县）人。
父亲程达，1218年率众来降蒙古，授提控。转任管民总管，赐银符。1232年，以程达领平阳、河中、京兆民户二千屯田凤翔，换金符，位在总管上。蒙古军伐蜀，往来供应，屯民出十分之七。程达死后，程介福嗣位。1252年，南宋制置使余玠暗中派遣偏将烧绝栈道，亲率诸军攻围兴元城，程介福率领屯兵五百赴援，道路不通，有三人自余玠营来投降，被程介福所获，作为向导，直出陈仓。余玠撤军。诸将符节上收，程介福入觐时，再赐金符，位在总管之上，许专生杀之权。有殴杀其兄的百姓，其父用金子贿赂程介福，说：“小儿子偿死，我由谁来养？可怜宽恕他吧。”他说：“杀害同气，其不仁超过虎狼，放过他怎么约束百姓？”其父出去后，立诛此人。擢升为武略将军、知弘州，有政绩。因病去世。其子程桧，八番副都元帅，赐虎符。其孙程文演，陕西万户。